# Питайбіда
Питайбіда — річка  в Україні, у  Козятинському  районі Вінницької області, права притока  Питай (басейн Південного  Бугу).

## Опис
Довжина річки 9 км. Площа басейну - 26,1 км². Формується з багатьох безіменних струмків та водойм.

## Розташування
Бере  початок у селі Вікторівці. Тече переважно на  південний захід  через Коритувату і у селі Збараж впає у річку Питай, ліву притоку Десни.
Річку перетинає автомобільна дорога  Т 0227